# ایهوسی
ایهوسی (به لاتین: Ihosy) یک منطقهٔ مسکونی در ماداگاسکار است که در ایهورومبه واقع شده‌است. ایهوسی ۳۰٫۱ کیلومتر مربع مساحت و ۲۸۳٬۰۴۷ نفر جمعیت دارد و ۸۰۰ متر بالاتر از سطح دریا واقع شده‌است.